# Emil Kiener

Emil Kiener

Emil Kiener (* 14. April 1900 in Schömberg; † 27. Januar 1961 in Balingen) war ein deutscher Politiker (NSDAP).

## Leben und Wirken
Nach dem Besuch der Volksschule nahm Emil Kiener 1918 kurzzeitig am Ersten Weltkrieg teil. 1922 schloss er sich der NSDAP an und trat der neu gegründeten Partei zum 6. August 1925 wieder bei (Mitgliedsnummer 12.928). 1930 wurde er in den Gemeinderat in Balingen gewählt, wo er die Fraktionsführung der NSDAP-Fraktion übernahm. Seit 1933 fungierte er als NSDAP-Kreisleiter von Balingen.
Von 1931 bis 1933 war Kiener Mitglied des Württembergischen Landtages. Anschließend saß er von November 1933 bis 1936 als Abgeordneter für den Wahlkreis 31 (Württemberg) im nationalsozialistischen Reichstag. 1936 wurde Kiener wegen einer unehelichen Beziehung und Vaterschaft nach einem Gaugerichtsverfahren seiner Ämter enthoben und für unwürdig erklärt, zukünftig NSDAP-Parteiämter einzunehmen. 
Im Jahr 1938 fand er eine Anstellung beim Versorgungsring Stuttgart. Nach dem Zweiten Weltkrieg arbeitete er als Färber.
Kiener wurde am 13. November 1933 das Ehrenbürgerrecht der Kreisstadt Balingen verliehen und mit Beschluss des Balinger Beirats vom 14. Juni 1946 wieder entzogen.